# Источно-Сараево
Община Исто́чно-Сара́ево или Град Источно-Сараево (серб. Општина Источно Сарајево, босн. Općina Istočno Sarajevo, хорв. Općina Istočno Sarajevo или серб. Град Источно Сарајево, хорв. и босн. Grad Istočno Sarajevo, дословно: Община Восточное Сараево или Город Восточное Сараево) — община (город) в Республике Сербской, входящей в состав Боснии и Герцеговины.

## География
В состав города как общины (городского округа) входят 6 внутригородских общин (муниципалитетов):
- Источни-Стари-Град (серб. Источни Стари Град / Istočni Stari Grad)
- Источно-Ново-Сараево (серб. Источно Ново Сарајево / Istočno Novo Sarajevo)
- Источна-Илиджа (серб. Источна Илиџа / Istočna Ilidža)
- Трново (серб. Трново / Trnovo)
- Пале (серб. Пале / Pale)
- Соколац (серб. Соколац / Sokolac)

## Население
Численность населения града Источно-Сараево как городского округа (с пригородами и сельскими населёнными пунктами) по переписи 2013 года составила 64 966 человек, в том числе в городских общинах: Источна-Илиджа — 15 233 человека, Источни-Стари-Град — 1 175 человек, Источно-Ново-Сараево — 11 477 человек, Пале — 22 282 человека, Соколац — 12 607 человек.
Собственно Источно-Сараево как город (городской населённый пункт) включает следующие части собственно Сараево: часть Сараево — Илиджа (серб. Сарајево дио — Илиџа / Sarajevo dio — Ilidža, из городской общины Источна-Илиджа); часть Сараево — Нови-Град (серб. Сарајево дио — Нови Град / Sarajevo dio — Novi Grad, также из городской общины Источна-Илиджа); часть Сараево — Стари-Град (серб. Сарајево дио — Стари Град / Sarajevo dio — Stari Grad, из городской общины Источни-Стари-Град); часть Сараево — Ново-Сараево (серб. Сарајево дио — Ново Сарајево / Sarajevo dio — Novo Sarajevo, из городской общины Источно-Ново-Сараево). Население собственно города по переписи 2013 года составляет 14 364 человека.

## История
Город был образован в 1992 году. Во время войны между восточным и федеральным Сараевом проходила линия фронта, транспортное сообщение между ними не осуществлялось. Через несколько лет после войны троллейбусные (№ 103) и автобусные маршруты, а также такси, вновь фактически соединили эти части, и в настоящее время видимой границы между ними нет, как и ограничения свободы передвижения.
В последние годы идет активное жилищное и коммерческое строительство, появилось много новых торговых и офисных площадей.
Во время боснийской войны 1992—1995 годов на территории города (в Пале) располагалось сербское правительство.
Ранее город был известен как Српско-Сараево (серб. Српско Сарајево / Srpsko Sarajevo, дословно: Сербское Сараево), но в 2004 году был переименован решением конституционного суда Боснии и Герцеговины.
В июне 2014 года, перед столетней годовщиной сараевского убийства, в Источно-Сараеве поставили памятник Гавриле Принципу.

## Образование
С 1992 года работает Университет Источно-Сараево.